# Yōhei Fukumoto
Yōhei Fukumoto (福元 洋平?, Fukumoto Yōhei; Ōita, 12 aprile 1987) è un ex calciatore giapponese, di ruolo difensore.

## Carriera

### Club
Cresciuto nel settore giovanile dell'Oita Trinita, Fukumoto debutta in prima squadra nel 2005, collezionando 32 presenze fino al 2007. Nel 2008 passa in prestito al Gamba Osaka e nel 2009 al JEF United, club con cui firma successivamente un contratto a titolo definitivo, restando fino al 2011. Dal 2012 al 2016 veste la maglia del Tokushima Vortis, dove gioca 134 partite e segna una rete. Chiude la carriera tra Renofa Yamaguchi e Verspah Ōita, ritirandosi nel 2020.

### Nazionale
Tra il 2005 e il 2007 ha fatto parte della nazionale Under-20 del Giappone, disputando 4 incontri.